# Loasa ranunculifolia
Loasa ranunculifolia là một loài thực vật có hoa trong họ Loasaceae. Loài này được Kunth mô tả khoa học đầu tiên năm 1806.